# Iszlám Egyház
Az Iszlám Egyház egyházi rangú muszlim közösség volt Magyarországon. 2003-ban jegyeztették be, 2012-ben hivatalosan megszűnt.

## Előzmények
Magyarországon az iszlám vallás már az Árpád-házi királyok uralkodásának idején is jelen volt. A török hódoltság idején az ország törökök által megszállt vidékeit az iszlám törvényei szerint kormányozták. 1916-ban törvényt hoztak az iszlám vallás legalizálásáról, de egyház jellegű szervezet megalapítására csupán 1932-ben került sor, amikor Durics Hilmi Huszein létrehozta Gül Babáról elnevezett közösségét. A kommunizmus első évtizedeiben az iszlám hitélet gyakorlatilag megszűnt Magyarországon.
Az 1970-es években a Muszlim Diákok Egyesülete szervezte az iszlám hitéletet. A rendszerváltás után több muszlim szervezet alakult Magyarországon. 1988-ban külön engedéllyel Mihálffy Balázs alakította meg a Magyar Iszlám Közösséget, amely Durics egyházának utódja.

## Története
Az Iszlám Egyház 2003-ban alakult meg. A szervezet akkor került az érdeklődés homlokterébe, mikor 2004-ben annak vezetőjét, Saleh Tayseer palesztin fogorvost letartóztatták Mose Kacav izraeli elnök látogatása idején. Sokszor tévesen hangzott el az állítás miszerint az Iszlám Egyház vahhábita tanokat népszerűsít. Ugyanakkor M.Abdul Wahab könyveket fordíttattak le és nyomtattak ki. A Tayseer ellen később bizonyíték hiányában ejtették a vádat.
Saleh Tayseer letartóztatása gátolta az egyház legfőbb projektjének, egy kupolás minaretes mecset megépítésének realizálását. Az egyház ugyan megvásárolt egy telket, de az építkezés nem kezdődött meg.
Az egyház a jogszabályi változások miatt hivatalosan 2012. április 1-jén megszűnt.

## Tevékenysége
Az Iszlám Egyház elsősorban hitéleti tevékenységet folytatott. Mecsetet üzemeltettek a XI. kerület Bartók Béla út. 29 szám alatt Dar Assalam-mecset néven, amely éjjel-nappal nyitva állt. A legtöbb budapesti muszlim itt imádkozta a pénteki imát. Továbbá előadásokat szerveztek, aktív hitterjesztést folytattak, a legtöbb magyar muszlim náluk tért át az iszlámra.[forrás?] Az Iszlám Egyház fordítóirodáján keresztül könyveket is publikáltak.

## Külső hivatkozások
- Botár Gergely: Az ima ereje (magyar nyelven). Budai Hírlap, 2008. április 4. [2008. április 11-i dátummal az eredetiből archiválva]. (Hozzáférés: 2009. február 15.)
- Linder Bálint: Mozlimok Magyarországon: Igaz és igazabb hitûek (magyar nyelven). Magyar Narancs, 2004. május 6. [2009. szeptember 12-i dátummal az eredetiből archiválva]. (Hozzáférés: 2009. február 15.)

## Kegyes Korán
értelmezésének fordítása 29-30. rész Ifj. Karasszon Attila fordította az 1; 67-114. szurát, amit fejezetnek nevez. Előszava jóval kegyesebb a Simon Róbert értelmezésnél. Ez a stílus a magyarázatokra [lábjegyzet] is vonatkozik. Arab szöveg van a magyar mellett, nagyon apróval. 2004/1425. Iszlám Egyház Fordító Iroda Budapest, ISBN 963 217 238 8